# Jushur
Jushur var Kish förste kung efter syndafloden enligt sumeriska kungalistan. Han skall enligt den ha härskat i 1200 år. Det finns inga bevis för att han faktiskt skall ha existerat men om han gjorde det kan han vara den första kungen i den tidiga dynastiska perioden i Sumer. Han skall då antagligen ha levat under den tidiga bronsåldern i Mesopotamien (3000-2700 år före kristus).
Jushurs namn har även tydts som följande: Jusur, Jucur, Gushur, Ngushur och Gishur. Tidigare tyddes hans namn från Kuniform som Gaur.